# Prébois
Prébois – miejscowość i gmina we Francji, w regionie Owernia-Rodan-Alpy, w departamencie Isère.
Według danych na rok 1990 gminę zamieszkiwało 137 osób, a gęstość zaludnienia wynosiła 9 osób/km² (wśród 2880 gmin regionu Rodan-Alpy Prébois plasuje się na 1484. miejscu pod względem liczby ludności, natomiast pod względem powierzchni na miejscu 758.).